# Cyntoia Brown
Pour les articles homonymes, voir Brown.
Cyntoia Brown Long, née Brown le 29 janvier 1988, est une auteure, conférencière et criminelle américaine. Contrainte de se prostituer, elle tue, à l’âge de 16 ans, un de ses clients âgé de 43 ans. Elle est condamnée à la perpétuité en 2006 puis libérée en 2019.

## Biographie
En 2004, Cyntoia Brown, alors âgée de 16 ans et souffrant de troubles mentaux, est forcée de se prostituer par un groupe de trafiquants sexuels. Un client de 43 ans l'oblige à avoir des relations sexuelles pour 150 dollars. Alors que celui-ci dormait, elle le tue.  
Cyntoia Brown est condamnée, en 2006, à la prison à perpétuité pour meurtre et prostitution, elle ne peut prétendre être libérée avant l’âge de 67 ans. Elle est emprisonnée dans le Tennessee,.
En 2017, la chaîne Fox 17 mediatise cette affaire d'esclave sexuelle à l’« histoire familiale sordide », avec un développement important sur les réseaux sociaux. Plusieurs stars américaines, dont Rihanna, Kim Kardashian, LeBron James, rejoignent la campagne #FreeCyntoiaBrown,.
À la suite de cette campagne, Bill Haslam, gouverneur du Tennessee, décide de commuer sa peine. Elle est libérée en 2019 à l’âge de 31 ans.

## Documentaires
En 2011, Me Facing Life: Cyntoia's Story (en) est diffusé sur Public Broadcasting Service.
En 2020, Netflix publie le documentaire « Coupable et victime : L'histoire de Cyntoia Brown » mais sans l'accord de cette dernière.

## À voir